# 宇治川 (兵庫県)
宇治川（うじかわ）は、兵庫県神戸市中央区・兵庫区を流れる二級河川。明治以前の旧称は宇治野川。山麓線付近より上流は再度谷川（宇山川）と呼ばれる。

## 地理
神戸市中央区の再度山の源流から南流し、諏訪山にて西進、大倉山手前から東南方向に向きを変え、宇治郷（うじのごう）を経て神戸港に注いでいる。流域面積は約3km、河川延長は約2.3km で、河口から約0.9kmの橘橋までの区間は暗渠となっている。また河口から約0.6kmまでの区間は感潮区間である。
流域の大半は神戸市中央区に属するが、西岸の一部は兵庫区に接しており、区境を形成している。
下流部には市街地が拡がり、上流部は急峻な山地形を呈している。また流域にある施設として宇治川商店街、デュオこうべ、神戸ハーバーランド等の商業施設やJR神戸駅、神戸市営地下鉄等の交通施設があり、宇治川流域とその周辺は神戸の社会・経済基盤を支える枢要な地域のひとつとなっている。

## 支流
- 平野谷川

## 流域の主な施設
- 大龍寺
- 猩々池(しょうじょういけ)
- 大師道 (再度谷川に沿った大龍寺参道。弘法大師 空海が通ったとされる逸話より命名されたとされる)
- 宇治川公園
- 大倉山公園
- メルカロード宇治川
- 宇治川商店街

### 砂防施設
| 施設名         | 竣工年     | 堤高   | 堤長   | 堤体積 | 有効貯水容量 | 所管                  | 備考  |
| -------------- | ---------- | ------ | ------ | ------ | ------------ | --------------------- | ----- |
| 諏訪山第二堰堤 | 1971年1月  | 12.0 m | 33.5 m |        |              | 国土交通省            | [ 4 ] |
| 再度堰堤       | 1939年10月 | 10.0 m | 48.5 m |        |              | 国土交通省            | [ 4 ] |
| 再度第二堰堤   |            |        |        |        |              | 国土交通省            | [ 4 ] |
| 多々部堰堤     | 1951年3月  | 15.0m  | 57.0m  |        |              | 国土交通省            | [ 4 ] |
| 諭鶴羽堰堤     | 1954年3月  | 13.0m  | 41.0m  |        |              | 国土交通省            | [ 4 ] |
| 猩々池         | 1993年度   |        |        |        |              | 神戸市役所 (治山事業) | [ 4 ] |

## 流域の自治体
兵庫県
神戸市中央区・兵庫区